# Franwilsia
Franwilsia is een geslacht van korstmossen behorend tot de familie Teloschistaceae. De typesoort is Franwilsia bastowii.

## Geslachten
Volgens Index Fungorum telt het geslacht drie soorten (peildatum december 2023):
| Soortnaam               | Auteur(s)                                                                                     | Publicatiejaar |
| ----------------------- | --------------------------------------------------------------------------------------------- | -------------- |
| Franwilsia bastowii     | (S.Y. Kondr. & Kärnefelt) S.Y. Kondr., Kärnefelt, Elix, A. Thell, Jung Kim, A.S. Kondr. & Hur | 2014           |
| Franwilsia renatae      | (V. Wirth & S.Y. Kondr.) S.Y. Kondr., Kärnefelt, Elix, A. Thell, Jung Kim, A.S. Kondr. & Hur  | 2014           |
| Franwilsia skottsbergii | S.Y. Kondr., A. Thell, S.-O. Oh & Hur                                                         | 2018           |